# Hypena albifusa
Hypena albifusa là một loài bướm đêm trong họ Erebidae.